# STS-1
STS-1 byla první mise raketoplánu Columbia a první mise raketoplánu vůbec. Cílem letu bylo dokázat, že myšlenka vícenásobně použitelného vesmírného dopravního prostředku je reálná. Žádná jiná vesmírná loď do té doby totiž nebyla schopna vzlétnout do vesmíru více než jedenkrát.

## Posádka
- John Young (5), velitel, NASA
- Robert Crippen (1), pilot, NASA

Posádka letu STS-2 sloužila jako záložní. Byli to:
- Joseph Engle, velitel, NASA
- Richard Truly, pilot, NASA

(v závorkách je uveden dosavadní počet letů do vesmíru včetně této mise)

## Průběh letu
Raketoplán byl pilotovaný veteránem kosmických letů, padesátiletým Johnem Youngem. Ve funkci druhého pilota letěl třiačtyřicetiletý námořní kapitán Robert Crippen. Start se uskutečnil z rampy 39A na Kennedyho kosmickém středisku 12. dubna 1981. Start byl původně plánován na 10. dubna, ale kvůli chybné synchronizaci počítačů se muselo odpočítávání přerušit a start byl o dva dny odložen. Je zajímavé, že 12. duben je datum dalšího slavného výročí v historii kosmonautiky. 12. dubna 1961, přesně 20 let před startem Columbie, se dostal do vesmíru první člověk - Jurij Gagarin. Tento den byl také vyhlášen za světový den letectva a kosmonautiky.
Start proběhl ve 12.00 UTC. Po dvou minutách a dvanácti sekundách se od raketoplánu oddělily motory SRB (Space Shuttle Solid Rocket Booster) a na padácích dopadly do Atlantského oceánu asi 250 kilometrů od pobřeží. Hlavní palivová nádrž ET (Space Shuttle External Tank) byla odhozena 8 minut a 50 sekund po startu. Její zbytky dopadly do Indického oceánu. 10 minut a 32 sekund po startu byly vykonány dva manévry, které dostaly raketoplán na kruhovou dráhu ve výšce 240 km. Další dva manévry přesunuly Columbii na eliptickou dráhu ve výšce 273 - 276 km.
Hlavní náplň letu byla technická. Šlo o prověření konstrukce a systémů při letu ve vesmíru. Důležitou operací bylo otevření dveří nákladového prostoru. Otevřením dveří je totiž podmíněna správná funkčnost chladicího systému. Zkoušel se též systém gravitační stabilizace (namíření delší osy raketoplánu k Zemi).
Přípravy na přistání proběhly už 6 hodin před započetím brzdícího manévru. K němu došlo 14. dubna 1981 v 17.22 nad Indickým oceánem. Columbia vstoupila do atmosféry s podélnou osou zdvihnutou o 40° vzhledem k horizontu. Při vstupu měla rychlost 24krát větší než je rychlost zvuku. Ve výšce 43 km měl raketoplán rychlost jen 6,5krát vyšší. 10 km nad povrchem snížil Young náklon na 35° a začal otáčení o 210°, po kterém se dostal do kurzu přistávací dráhy na dně vyschlého solného jezera. Columbia se dotkla země přesně 54 hodin, 20 minut a 52 sekund po startu. Dojezd do úplného zastavení měřil 2734 m.

## Externí odkazy

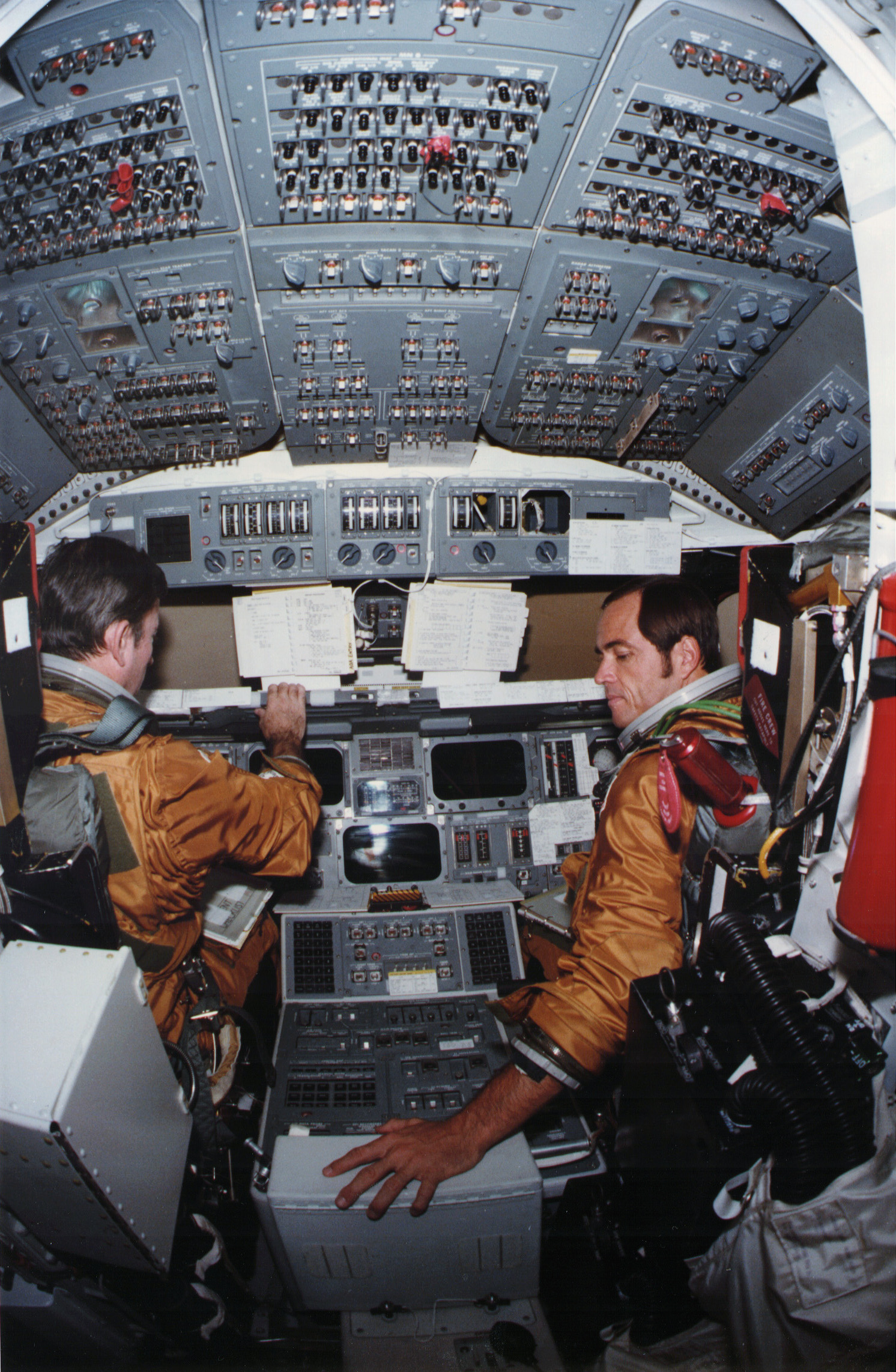
Výcvik
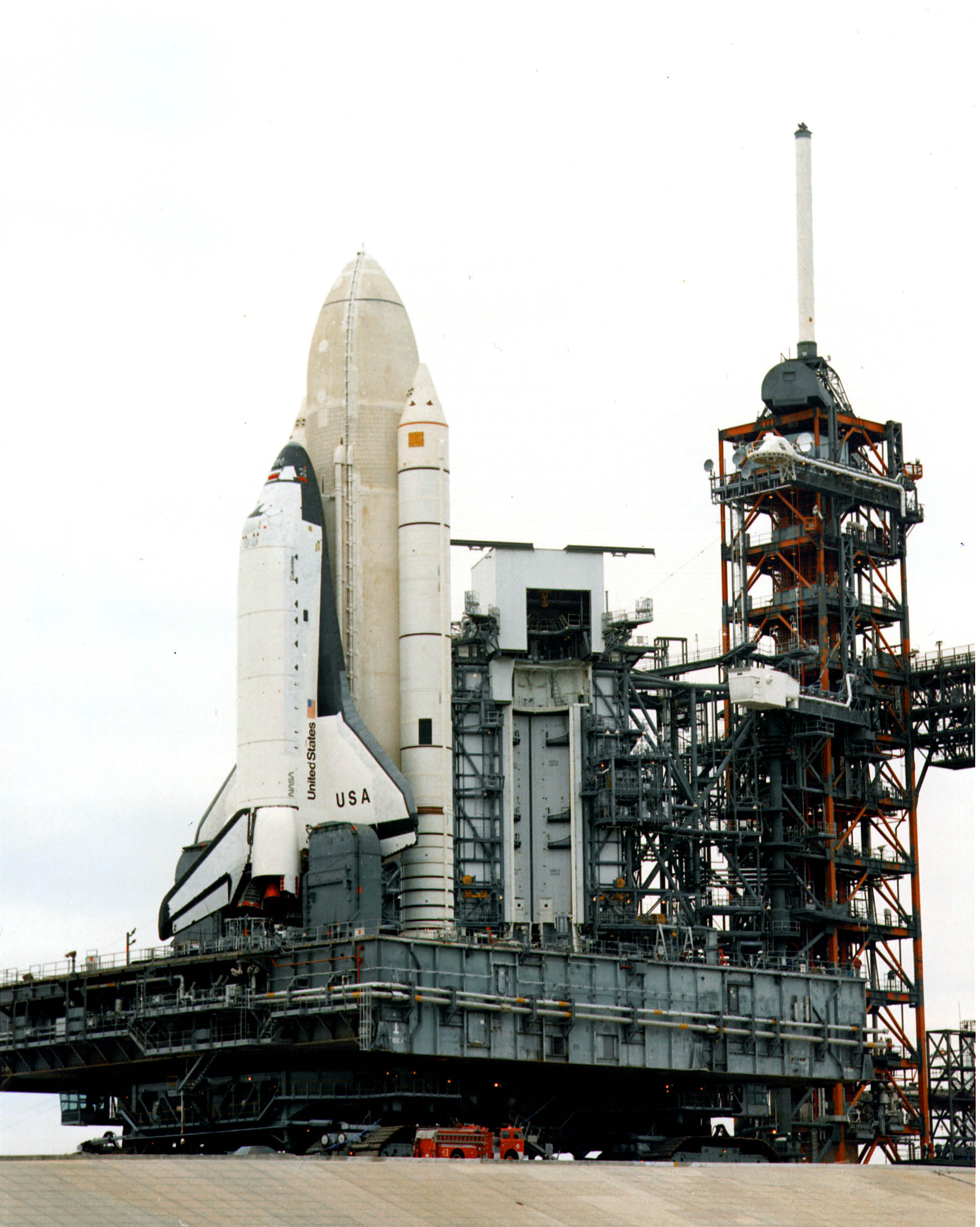
Přeprava raketoplánu Columbia na místo startu
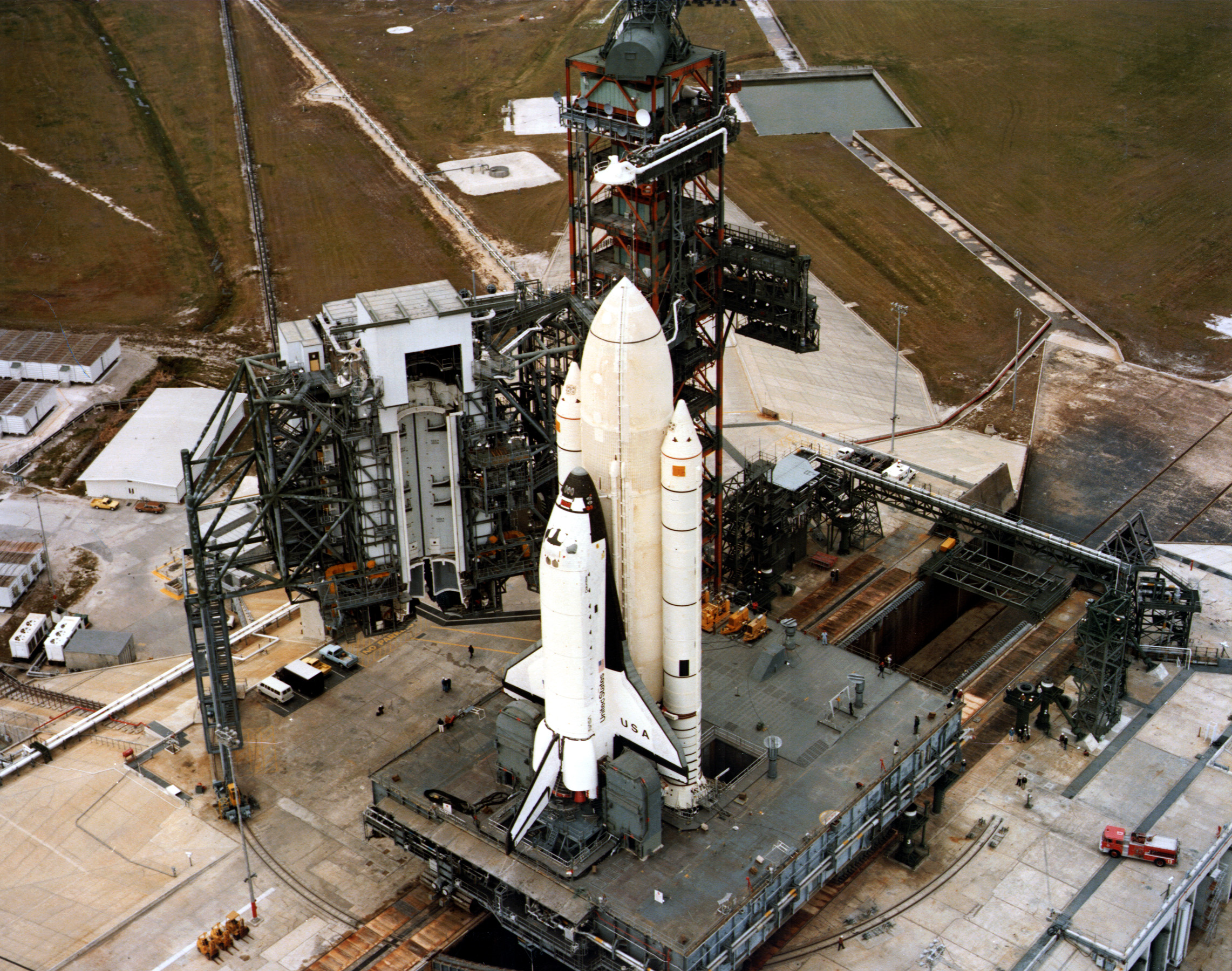
Raketoplán Columbia krátce před dokončením přepravy
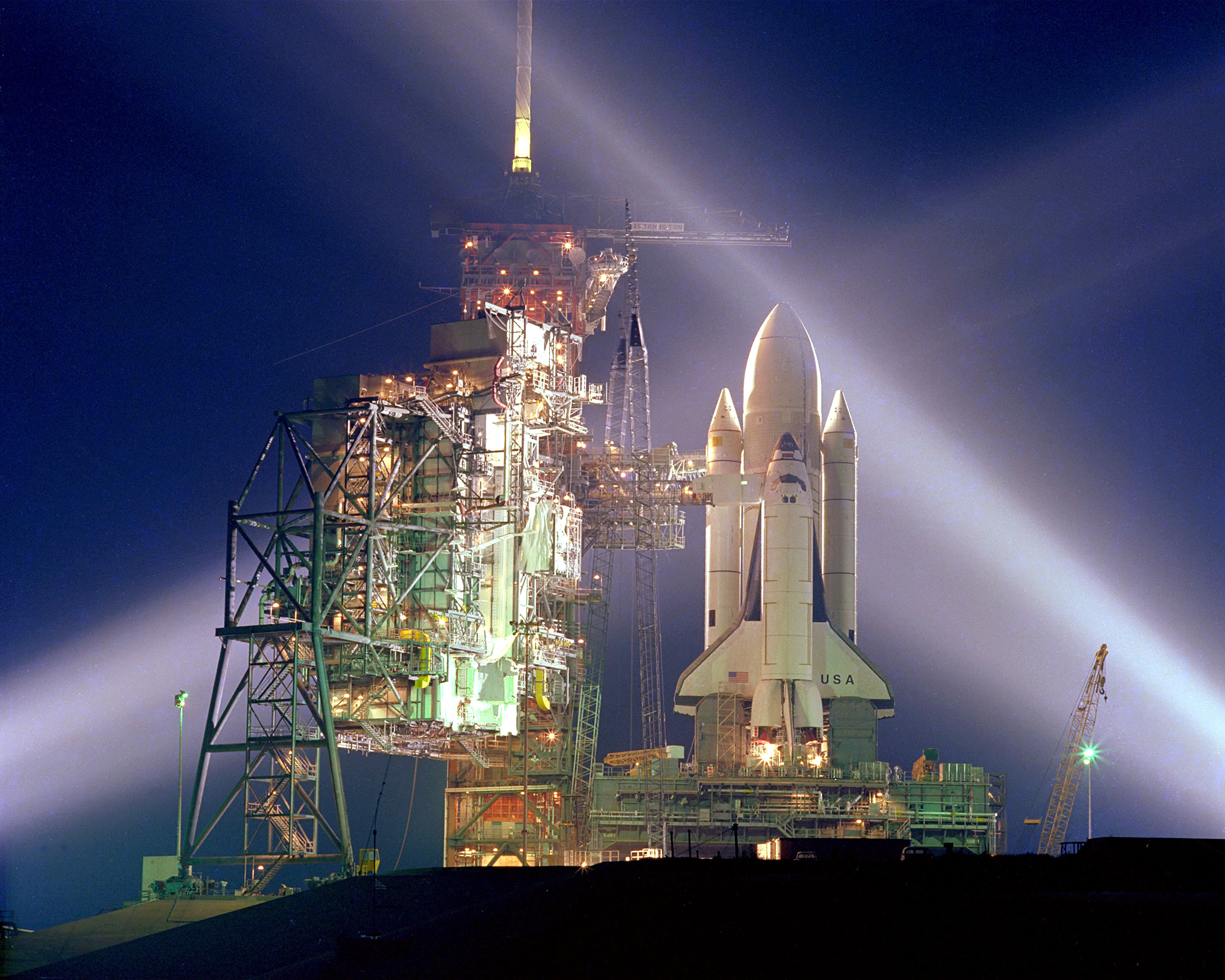
Columbia během předstartovní přípravy
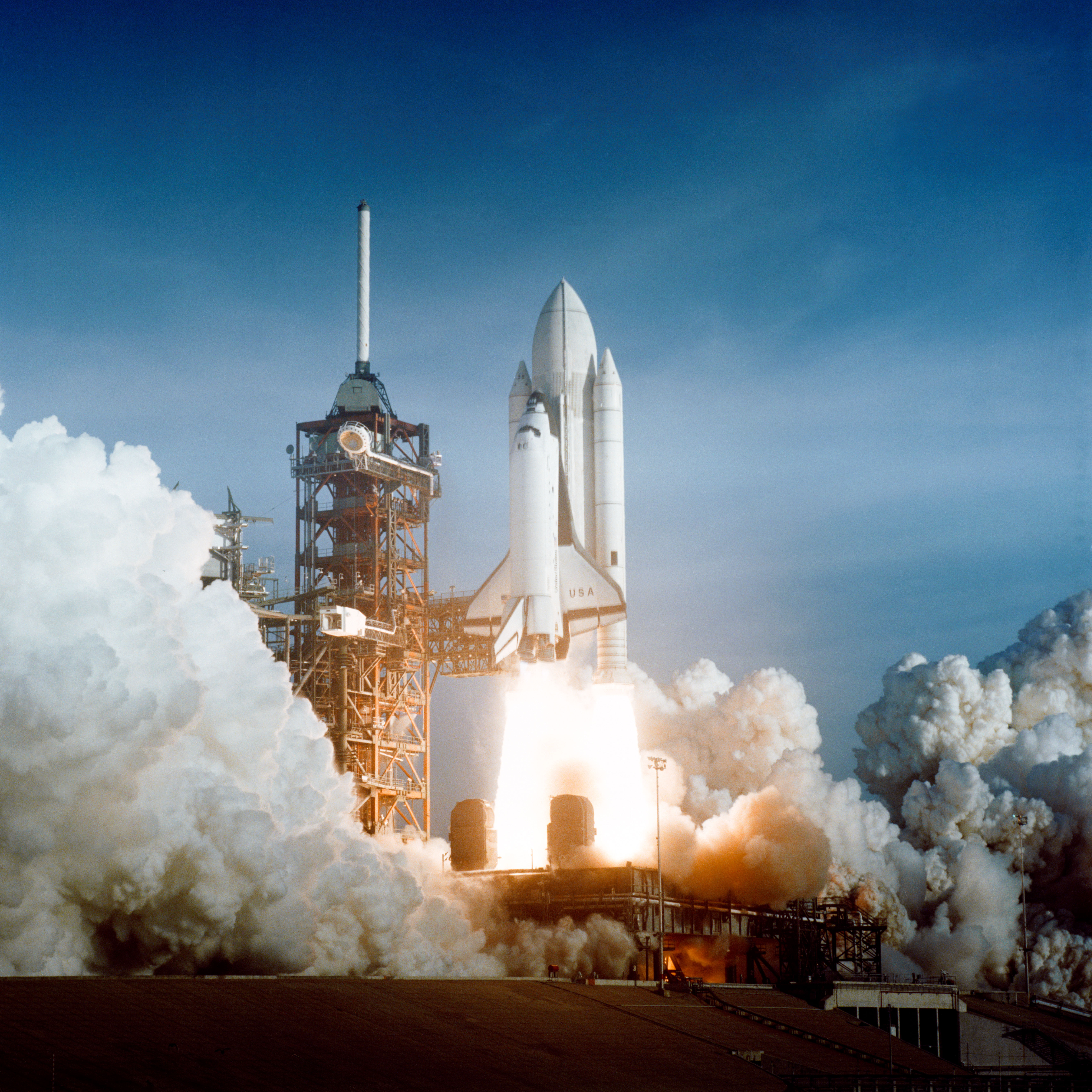
Start mise STS-1
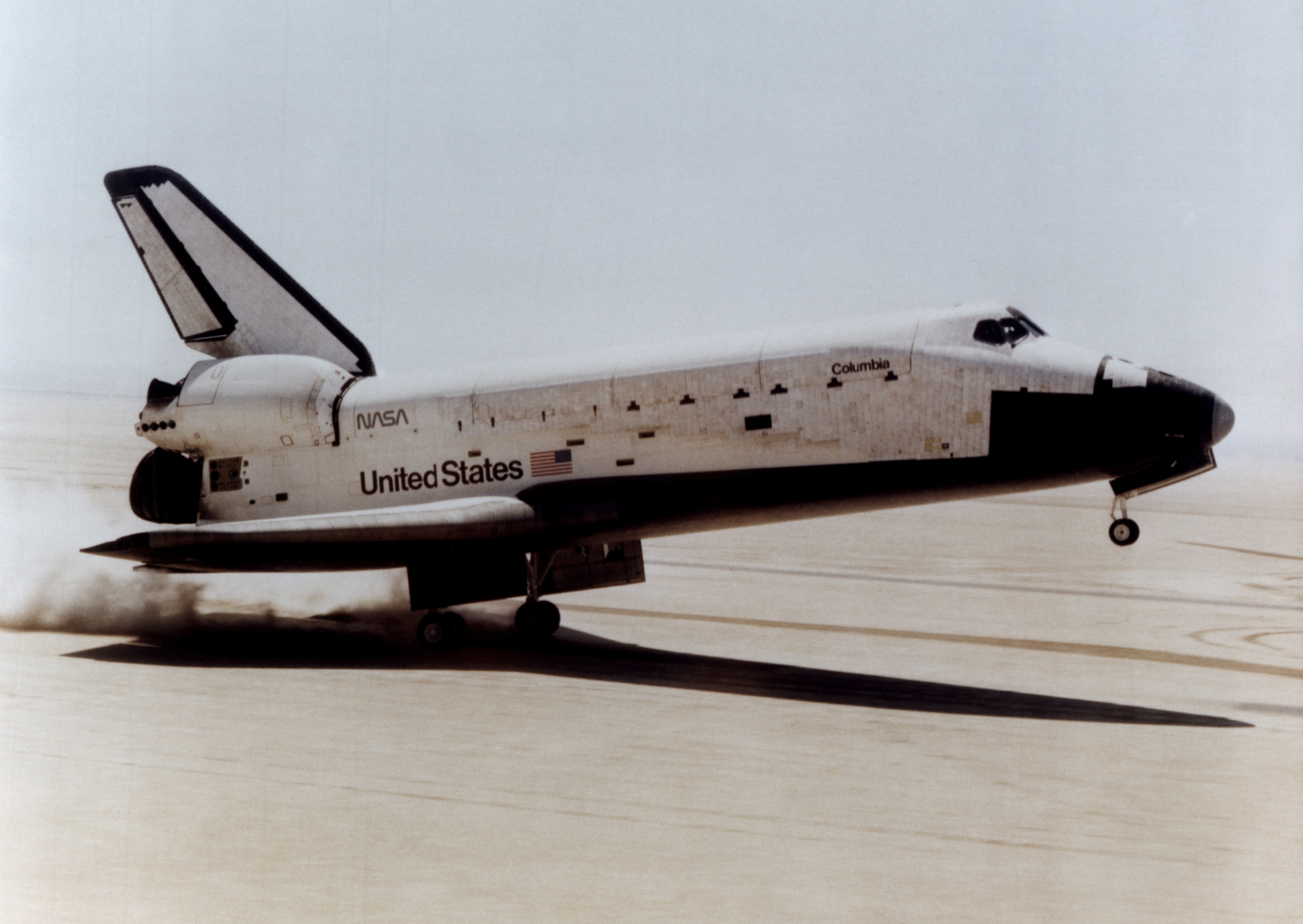
Přistání Columbie na vyschlém dně Rogersova jezera na základně Edwards Air Force Base
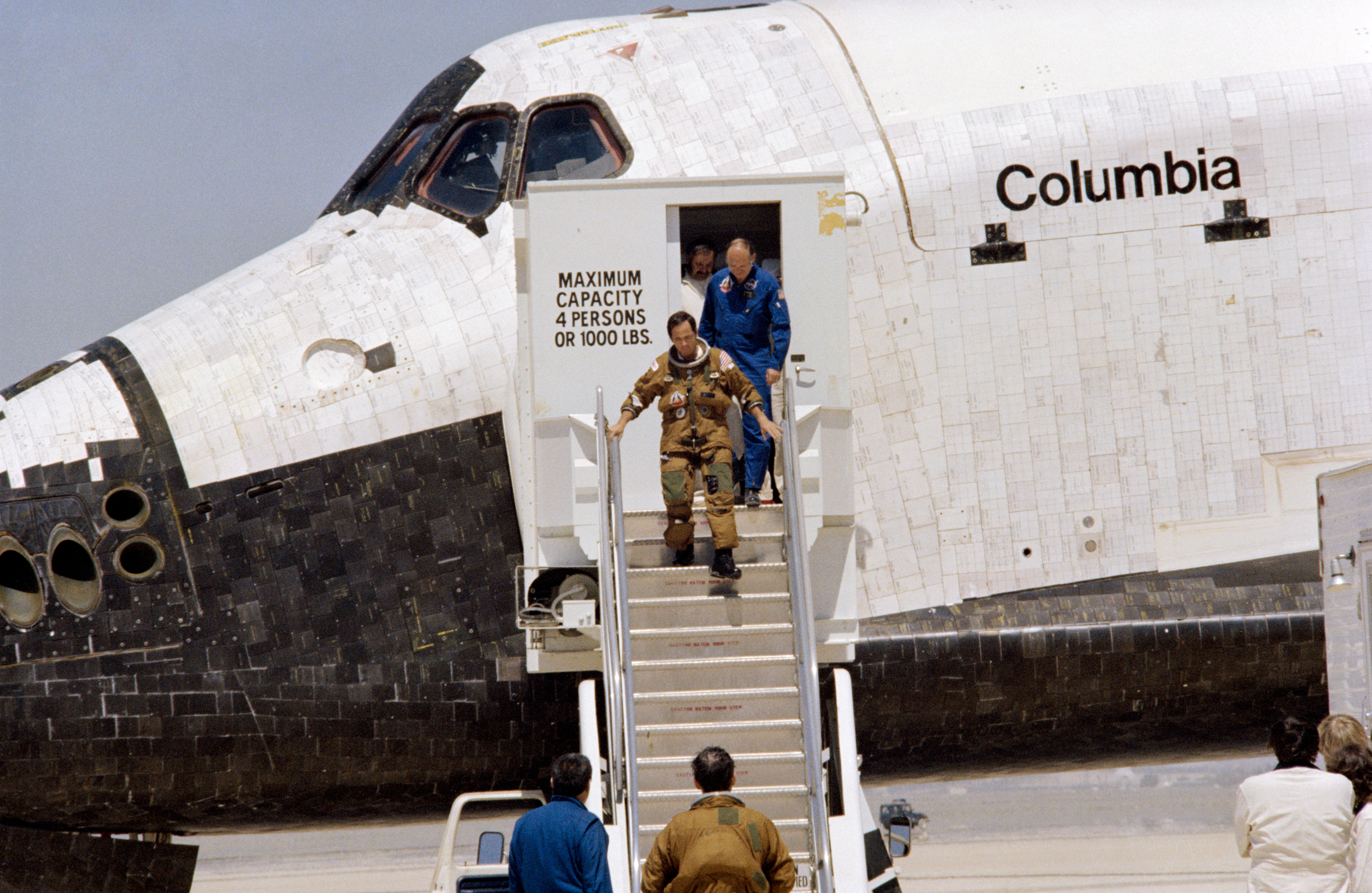
Posádka vystupuje po přistání